# Magnificat (Bach)

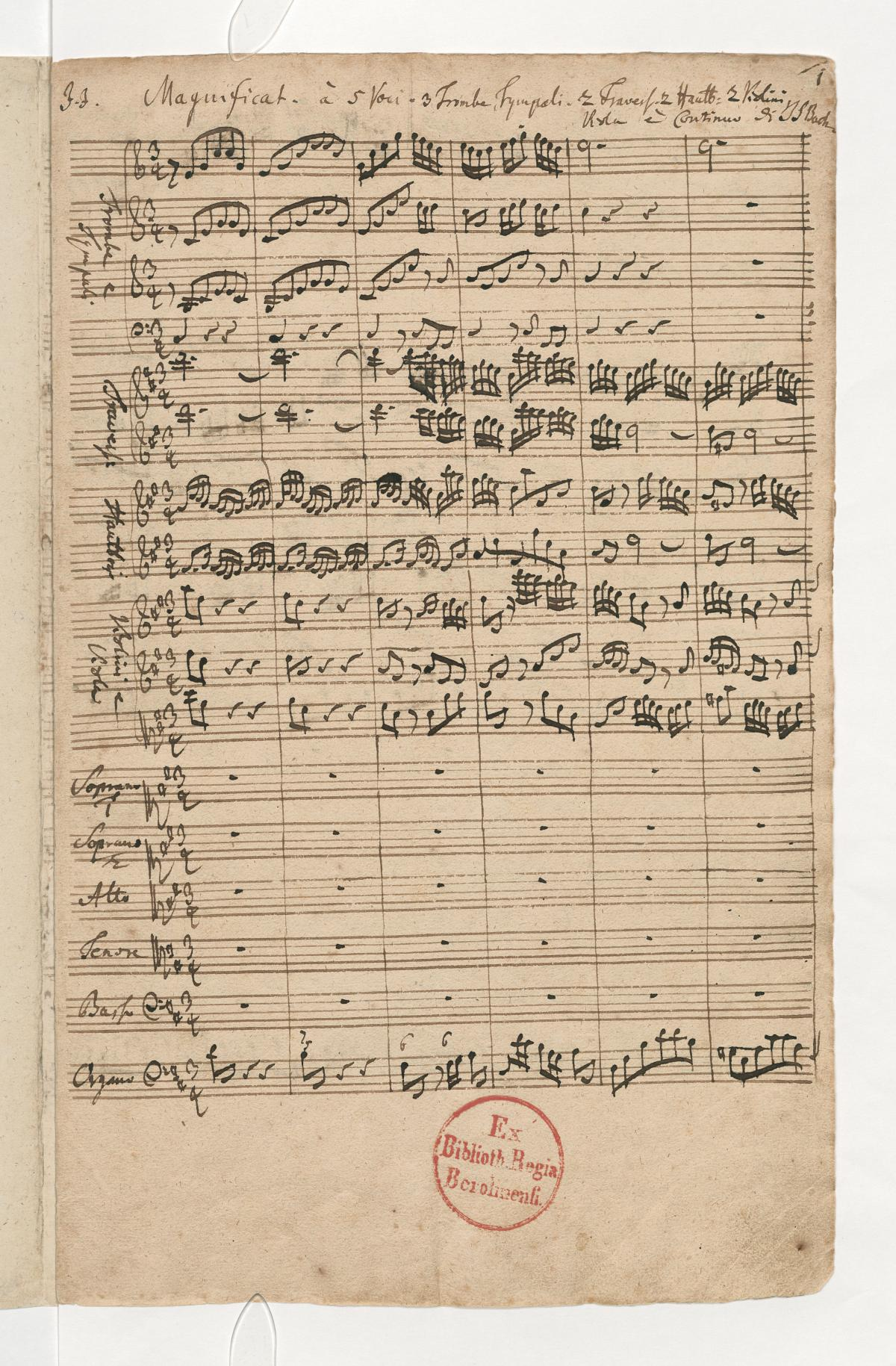
Partition autographe de J.-S. Bach du Magnificat en Ré Majeur.

Le Magnificat (/magnifikat/ ou /maɲifikat/, le t final se prononce) en ré majeur, de Jean-Sébastien Bach (catalogué BWV 243 dans sa production), est l'une de ses œuvres vocales majeures. Il a été écrit  pour la fête de la Visitation de la Vierge Marie entre 1728 et 1731. Il nécessite un chœur à cinq voix, 5 solistes vocaux et un orchestre. Il s'agit de l'une des rares pièces musicales du compositeur reposant sur un texte en latin, comme les Messes brèves et la Messe en si mineur qui partage également la caractéristique d'être écrite à cinq voix.

## Historique
À Leipzig, on chantait le Magnificat dans la version en allemand, traduite par Martin Luther « Meine Seele erhebt den Herrn », aux vêpres du samedi et du dimanche. Il s'agissait d'un choral à quatre voix, dont la voix principale était issue de la psalmodie grégorienne, écrite dans le 9e ton (le ton pérégrin). La source en est l’Enchiridion de Georg Rhau (1551), et le Gesangbuch (Livre de chant) de Joseph Klug (de) (1535).
Le Magnificat en ré majeur de Bach est la réécriture d'un premier Magnificat, qu'il avait écrit en mi bémol majeur (et numéroté postérieurement à Bach BWV 243a). Il était sans interpolations, mais composé vraisemblablement pour le 25 décembre 1723, et comprenait quatre chœurs interpolés, conçus dans l'esprit des laudes (mot d'origine latine pour « louanges »). Ces chœurs étaient chantés en allemand et en latin.
Utilisée dans la cantate BWV 10 Meine Seel erhebt den Herren (Deutsches Magnificat), écrite pour la Fête de la Visitation du 2 juillet 1724, la mélodie est utilisée comme cantus firmus par le hautbois solo, dans le n° 10 Suscepit Israel.
Le Magnificat BWV 243, écrit en ré majeur pour obtenir un meilleur éclat des trompettes, ne comprend que le texte original du Cantique de Marie, auquel s'ajoute, conformément à la tradition, la doxologie « Gloria Patri... / Sicut erat in principio… » (cette deuxième proposition reprend partiellement le motif musical par lequel l’œuvre avait débuté, sans en reprendre le texte, si bien que la musique se retrouve ainsi Sicut erat in principio, “telle qu’elle était au commencement” de l’œuvre –, conformément au texte).

## Plan de l'œuvre
Bach divise son Magnificat en douze parties (dont onze sont directement basées sur des versets bibliques) pouvant être regroupées en trois épisodes débutant par une aria et s'achevant par un chœur. Son exécution dure environ trente minutes.
| Magnificat de Bach                                                   | Texte biblique |
| -------------------------------------------------------------------- | -------------- |
| 1. Magnificat anima mea Dominum (pour chœur)                         | Luc 1, 46      |
| 2. Et exultavit spiritus meus (pour soprano 2)                       | Luc 1, 47      |
| 3. Quia respexit (pour soprano 1)                                    | Luc 1, 48      |
| 4. Omnes generationes (pour chœur)                                   | Luc 1, 48      |
| 5. Quia fecit mihi magna (pour basse)                                | Luc 1, 49      |
| 6. Et misericordia ejus (pour alto et ténor)                         | Luc 1, 50      |
| 7. Fecit potentiam (pour chœur)                                      | Luc 1, 51      |
| 8. Deposuit potentes (pour ténor)                                    | Luc 1, 52      |
| 9. Esurientes implevit bonis (pour alto)                             | Luc 1, 53      |
| 10. Suscepit Israel (pour soprano 1, soprano 2, alto, hautbois solo) | Luc 1, 54      |
| 11. Sicut locutus est grande fugue à 5 voix, pour chœur              | Luc 1, 55      |
| 12. Gloria Patri (pour chœur)                                        | Doxologie      |

L'effectif est le suivant : cinq solistes vocaux (soprano I/II, alto, ténor, basse), chœur à 5 voix, 3 trompettes, timbales, flûte traversière, 2 hautbois (qui jouent aussi du hautbois d'amour), violons I/II, alto et basse continue.